# Sphaerostephanos moseleyi
Sphaerostephanos moseleyi är en kärrbräkenväxtart som beskrevs av Holtt. Sphaerostephanos moseleyi ingår i släktet Sphaerostephanos och familjen Thelypteridaceae. Inga underarter finns listade.